# Эхт, Давид Наумович
Давид Наумович Эхт (20 февраля 1902, Киев — 26 июня 1982, Бобруйск) — военный деятель, генерал-майор танковой службы (1943); Заслуженный мастер спорта СССР, 16-кратный рекордсмен СССР и 3-кратный мира, мастер спорта СССР. Первый чемпион СССР по штанге в среднем весе (1921 год). Был награждён двумя орденами Ленина, четырьмя орденами Красного Знамени, двумя — Отечественной войны, орденом Богдана Хмельницкого и 26 медалями.

## Биография
Родился 20 февраля 1902 года в Киеве в еврейской семье; его отец работал токарем.
В 1915 году окончил 2 класса городского училища. До 1920 года работал помощником слесаря, слесарем-мотористом в автомастерской.
С 1920 года — в рядах Красной армии, воевал с Белой армией как водитель броневика. В составе сводного морского отряда вел бои за Одессу, по окончании гражданской войны остался служить в дивизии Блюхера. Блюхер рекомендовал его в Броневую школу при Центральном броневом управлении в Москве.
В 1933 году возглавил технический отдел пробега-испытания автомобилей Московского и Горьковского заводов по маршруту Москва — Каракумы, за 86 дней колонна преодолела 9500 км по бездорожью и пустыням; за это награждён орденом Ленина.
В 1936—1940 годах — военный советник в Монголии, военный инженер 2-го ранга, участник боев с японцами в 1939 году; награждён медалью «За отвагу» и двумя монгольским орденом Красного Знамени.
С осени 1940 года — помощник начальника по технической части Ленинградских краснознаменных бронетанковых курсов усовершенствования командного состава РККА, военный инженер 1-го ранга.
Во время Великой Отечественной войны в 1941—1942 годах был заместителем командира 11-го танкового корпуса по технической части. В боях под Ленинградом в одной из контратак был убит экипаж танка, Эхт был тяжело ранен в ногу, очнулся поздно вечером. Перевязав ногу, он пробирался из окружения, неся с собой 20-килограммовый клин затвора пушки. В одном из ночных боев зимой 8 советских танков провалились под лед. Эхту была поставлена задача за сутки их достать; при морозе минус 30 градусов Давид в самодельном водолазном костюме лично более десяти раз нырял с буксировочным тросом, все 8 танков достали.
В мае 1942 года был назначен помощником командующего 5-й танковой армии по технической части.
В 1942—1943 — заместитель командующего 38-й армии по автобронетанковым войскам.
С января 1943 года — исполняющий должность помощника командующего бронетанковыми и механизированными войсками по снабжению, ремонту и эксплуатации Юго-Западного фронта. В августе 1943 года присвоено звание «генерал-майор инженерно-танковой службы».
По состоянию на февраль 1945-го — заместитель командующего бронетанковыми и механизированными войсками 3-го Украинского фронта по ремонту, снабжению и эксплуатации.
В течение 1945—1947 годов — заместитель командующего бронетанковых войск Южной группы войск.
В 1947—1951 годах — помощник по технической части командующего Отдельной механизированной армии.
В 1951—1960 годах — помощник командующего 5-й гвардейской танковой армии, служил в Бобруйске. С 1960 года — в запасе.
По его разработке изготовлены:
- счетчик-автомат для артиллерии;
- противошиповые цепи для бронеавтомобилей;
- прибор для отсоса пыли из отделений танка;
- прибор для очистки гусениц танка.

Умер 26 июня 1982 года в Москве. Похоронен в Бобруйске на Минском кладбище.

### Спортивная карьера
В 1920—1940 годах участвовал в соревнованиях по тяжелой атлетике. Пятикратный чемпион СССР — 1921, 1922, 1923 (на тех соревнованиях Яков Шепелянский стал вторым в легчайшем весе), 1924, 1926 года — в весе 75 кг, впоследствии — 82,5 кг. Лучший штангист СССР в среднем весе в 1924—1926 годах. 16-кратный рекордсмен СССР. Выступал за киевский спортивный клуб им. Ленина (1924—1928) и ленинградское ДСО «Динамо» (1933—1940). Установил 10 рекордов СССР по упражнениям классического троеборья. Его тренером был Гордиенко Ерофей Иванович.
После Великой Отечественной войны одновременно с военной службой Давид Наумович Эхт работал тренером в Бобруйской ДЮСШ.
Написал «Путь к силе» — Москва, 1964 и «Занимайтесь тяжелой атлетикой».
Юрий Власов и Леонид Жаботинский считали его своим учителем.